# Supersport 300-VM 2019
Supersport 300-VM 2019 arrangeras av Internationella motorcykelförbundet. Världsmästerskapet avgörs över nio omgångar. Säsongen inleds den 7 april på Motorland Aragon  och avslutas den 26 oktober på Losailbanan. Supersport 300 körs vid en del av tävlingshelgerna för Superbike och Supersport.

## Godkända motorcyklar
| Moturcykel                        | Minimivikt | Maxvarvtal |
| --------------------------------- | ---------- | ---------- |
| Honda CBR 500 R                   |            |            |
| Kawasaki Ninja 300                |            |            |
| Kawasaki Ninja 400                |            |            |
| KTM RC390                         |            |            |
| KTM RC390R                        |            |            |
| Yamaha YZF-R3 (Euro 3)            |            |            |
| Yamaha YZF-R3A (Euro 4)           |            |            |
| Yamaha YZF-R3 2019 (Euro 3 och 4) |            |            |

## Tävlingskalender och heatsegrare
Tävlingskalendern för Supersport 300 innehåller nio deltävlingar. Åtta i Europa och en i Qatar. Vid deltävlingen i Jerez körs två heat.
| Datum | Bana        | Vinnare         | Märke    | VM-ledare       |
| ----- | ----------- | --------------- | -------- | --------------- |
| 7/4   | Aragón      | Manuel González | Kawasaki | Manuel González |
| 14/4  | Assen       | Manuel González | Kawasaki | Manuel González |
| 12/5  | Imola       | Ínställt        | -        | Manuel González |
| 8/6   | Jerez 1     | Marc García     | Kawasaki | Manuel González |
| 9/6   | Jerez 2     | Manuel González | Kawasaki | Manuel González |
| 23/6  | Misano      | Ana Carrasco    | Kawasaki | Manuel González |
| 7/7   | Donington   | Kevin Sabatucci | Yamaha   | Manuel González |
| 8/9   | Algarve     | Scott Deroue    | Kawasaki | Manuel González |
| 29/9  | Magny-Cours | Ana Carrasco    | Kawasaki | Manuel González |
| 26/10 | Losail      | Scott Deroue    | Kawasaki | Manuel González |

## Mästerskapsställning
Slutställning i förarmästerskapet efter 9 deltävlingar.
1. Manuel González, 161 p. Klar världsmästare efter 8 deltävlingar.
2. Scott Deroue, 131 p.
3. Ana Carrasco, 117 p.
4. Andy Verdoïa, 97 p.
5. Victor Steeman, 69 p.
6. Marc García, 68 p.
7. Galang Hendra Pratam, 64 p.
8. Jan-Ole Jähnig, 61 p.
9. Hugo De Canellis, 54 p.
10. Nick Kalinin, 48 p.